# Cierniofilipinek złotoczelny
Cierniofilipinek złotoczelny (Dasycrotapha speciosa) – gatunek ptaka z rodziny szlarników (Zosteropidae).

## Taksonomia
Gatunek po raz pierwszy zgodnie z zasadami nazewnictwa binominalnego nazwał w 1878 szkocki ornitolog Arthur Hay w artykule poświęconym nowemu rodzajowi i gatunkowi ptaka z Filipin opublikowanym w czasopiśmie Proceedings of the Zoological Society of London; Hay umieścił nowy gatunek w nowo zdefiniowanym przez siebie rodzaju Dasycrotapha i nadał mu epitet gatunkowy speciosa. Miejsce typowe to Valencia, Negros, Filipiny. Holotyp to dorosły samiec (sygnatura BMNH Birds 1888.4.20.1090) ze zbiorów Muzeum Historii Naturalnej w Londynie, zebrany w sierpniu 1877 roku przez Alfreda Harta Everetta. Jedyny przedstawiciel rodzaju Dasycrotapha.
Niektóre ujęcia systematyczne do rodzaju Dasycrotapha zaliczają jeszcze Stictocerthia pygmaea i S. plateni jednak w 2023 roku Sangster i współpracownicy umieścili oba taksony w nowo utworzonym rodzaju Stictocerthia. Obserwacje wykazały że populacje z obu wysp różnią się od siebie na tyle, aby uzasadnić uznanie dwóch podgatunków; potrzebne są dalsze badania. Obecnie (2024) nie wyróżnia się podgatunków.

### Etymologia
- Dasycrotapha: gr. δασυς dasus ‘włochaty’; κροταφος krotaphos ‘brew, skronie’[10].
- speciosa: łac. peciosus ‘wspaniały, piękny, genialny’, od species ‘uroda, piękno’, od specere ‘patrzeć’[11]

## Rozmieszczeni geograficzne
Cierniofilipinek złotoczelny występuje na dwóch wyspach – Panay i Negros – w zachodnio-środkowych Filipinach.

## Morfologia
Długość ciała 13 cm.